# Descloizite
La descloizite est un minéral appartenant à la famille des vanadates et cristallisant dans le système orthorhombique.
La couleur est rouge à brun ou noir, à orange, vert (cuivre).

## Découverte et étymologie
Découverte par Alexis Damour en Argentine et nommée en l'honneur du minéralogiste Alfred Des Cloizeaux (1817-1897).
Le Otavi (« O-Tarvi ») Mountainland (Namibie), autrefois la maison pour les plus grands gisements de vanadium dans le monde.

## Topotype
On la trouve en Namibie, en Zambie, en Ouzbékistan (Almalyk Mine), en Angleterre (Cornouailles) en Slovénie, en Allemagne (Forêt Noire), aux États-Unis (Nevada, Californie, Pennsylvanie).

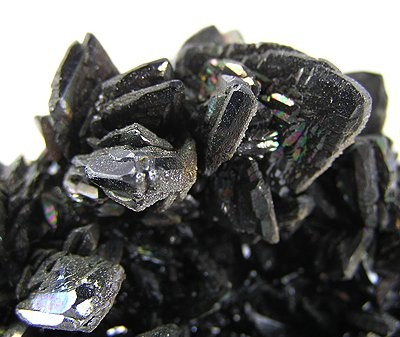
Descloizite

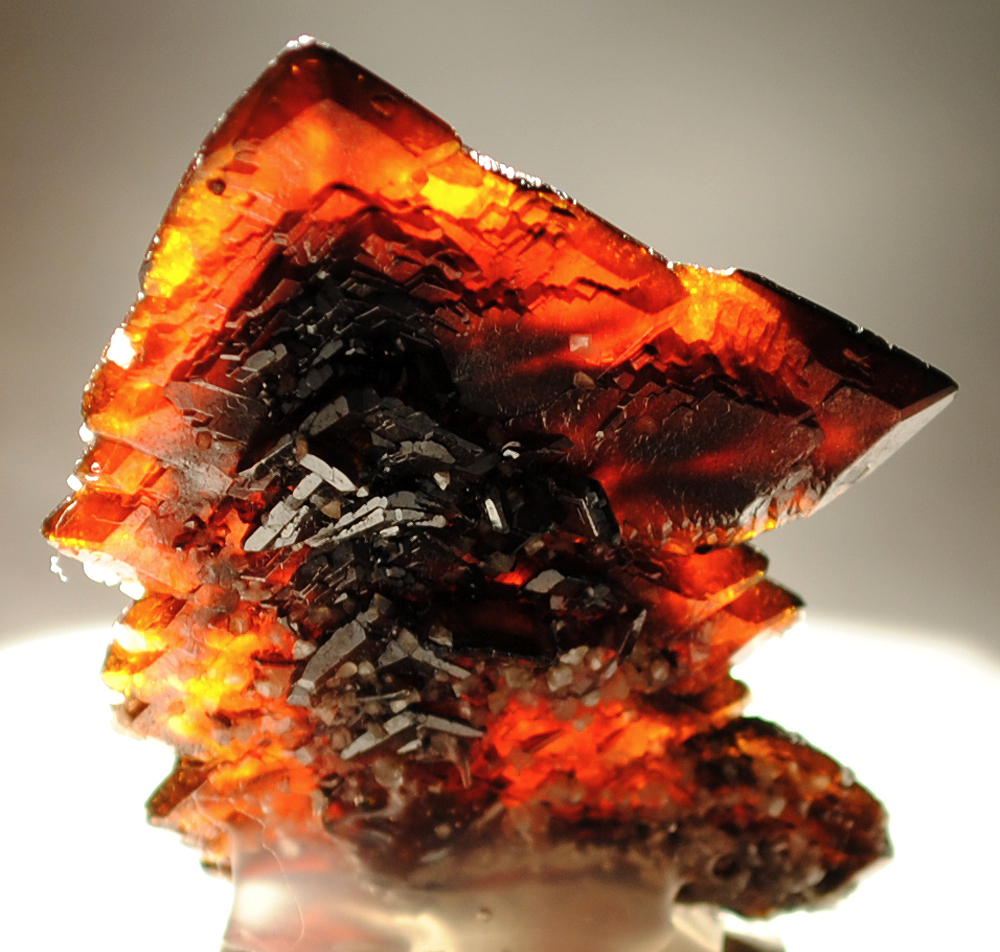
Descloizite